# バーチャルマーケット
バーチャルマーケット（Virtual Market、略称：Vket）は株式会社HIKKYが主催する、バーチャル空間上でのマーケットイベントである。
2018年8月26日に、現在は同社の取締役を務める動く城のフィオの起案によって企画・主催され、VRChatにて、約80サークルで初開催された。

## 概要
バーチャル空間上にある会場で、アバターなどのさまざまな3Dアイテムや、リアル商品（洋服、PC、飲食物など）を売り買いできる、世界最大のVRマーケットである。
開催期間中は24時間開催されていることから、日本はもとより世界中から100万人を超す来場者を誇る、ギネス世界記録にも認定されたVRイベント。商品売買の他にも、会場内で乗り物に乗ったり、映画を観たり、音楽ライブに参加するなど、バーチャル空間ならではの”体験”の提供を伴うイベントも数多く併催される。来場者間でアバターと音声によるコミュニケーションが可能で、現実世界で一緒に街を巡っているかのような臨場感が楽しめる。
会場ごとに世界観を持っていることも特徴の一つであり、ファンタジー・SF・和風など、開催回によって異なるコンセプトワールドが作成される。

### 特徴
バーチャルマーケットは世界最大のVRマーケットイベントとして、ギネス世界記録に認定されており、バーチャル空間で開催されるイベントとしては、出展サークル数、出展企業数、来場者数などにおいて世界最多を誇る。
バーチャルマーケットには多種多様なクリエイターが参加し、自作のデジタルデータを展示・販売する。主にはアバターとして使用される3Dモデル、アバターに着せる衣装やアクセサリーや装飾品の3Dモデル、ワールドと呼ばれるバーチャル空間を作成するのに使用する建物や家具などの背景3Dモデル。アバターの着せ替えをサポートするアプリケーションなどのバーチャル空間での生活を支えるソフトの販売。近年では、同人誌や同人音楽など、これまで現実の即売会で販売されていたような物品も出品されている。
バーチャルマーケットはグローバル展開をしており、他言語対応を行なっている。日本発祥のイベントではあるものの、回を重ねるごとに非日本語圏からの認知度も高まっており、海外からの出展や来場も多い。また、現実での即売会イベントには居住地の関係で参加が難しかった地方在住のクリエイターがバーチャルマーケットをきっかけにして初出展を行うケースも見られ、バーチャル空間ならではの、物理的な距離の制約の無さを活かしたイベントとなっている。

### イベント名に関して
バーチャルマーケットは、略称としてVketと呼ばれる。2018年の初開催以降、ブイケットやVマケなど複数の略称が使われていたが、バーチャルマーケットの公式Twitterが公式ハッシュタグとして「#Vket（アルファベットで記載）」を使用して以降、略称はVketで定着した。また、初代VketからVket4までは、「バーチャルマーケット」というカタカナ表記のロゴが使用されていたが、Vket5以降は「Virtual Market（ロゴ内に小さくカタカナでバーチャルマーケット表記）」という英語ロゴにリニューアルされた。これは、非日本語圏からの出展者、来場者、出展企業が増加したことによるブランド変更の一環である。
「バーチャルマーケット」「Virtual Market」「Vket」は、株式会社HIKKYの登録商標である。

### 参加者の区分
ユーザー
バーチャルマーケットに訪れる全ての参加者のこと。参加するにあたり、事前の申し込みや登録などは不要。
VRイベントと銘打っていることから誤解されがちだが、VR用のゴーグル（ヘッドマウントディスプレイ）が無くても、VRChatのシステム要件を満たしたパソコンであれば参加することができる。
Vket6以降、HIKKY社開発のVketCloudというブラウザ対応の3D空間描画技術を採用したことで、スマートフォンでも参加が可能になった）。
クリエイター
サークル出展を申し込み、自身の制作物を出品する参加者のことを指す。
サークル出展者には3m×3m×4mの展示スペースが割り当てられ、ブースと呼ばれる店構えを作成し、その中に自身の出品物を陳列する。出展申し込みを行い、ブースを運営に入稿することで初めて会場に出展物が並ぶこととなる（展示スペースのサイズは、展示会場によって異なることがある）。
初代VketとVket2では全ての出展希望者を受け入れたが、Vket3で出展希望者が大幅に増え、落選者が多発。それを受け、Vket4およびVket5では再度全ての出展者を受け入れたが、出展申し込みはしたが入稿をしないサークルが発生し、会場の一部が空きスペースとなるなどの問題が発生した。
出展にかかる出展料は初代VketからVket5までは無料だったが、Vket6からは出展料が採用された。出展料と抽選を組み合わせることで、前述のような空きスペース問題は解決が見られた。
企業出展者
バーチャルマーケットの企業会場に出展する法人のことを指す。
VR関連の事業開発、新規事業としてのVRの市場調査などを目的として、バーチャルマーケットに来場するユーザー向けに自社商品のアピールや販促を行う。
Vket毎の主な初出展企業
Vket3　セブンイレブン、パナソニック、WEGOなど
Vket4　ソフトバンク、日本HP、アウディ、三越伊勢丹など
Vket5　ディズニー、KDDI、東宝、BEAMSなど
Vket6　JR東日本、NTTドコモ、大丸松坂屋など
Vket2021　ローソン、SMBC日興証券、ソニー・ミュージックソリューションズなど

### イベント参加の方法
出展を希望する場合、開催期間のおよそ4〜5ヶ月前に出展申し込みを行い、開催期間のおよそ1ヶ月前にはブースを入稿する必要がある。ブースの入稿に際しては、複数回の会場チェックの機会が設けられている。  
来場を希望する場合、SteamからVRChatをダウンロードし、SteamアカウントまたはVRChatアカウントでVRChatにログインをする。開催期間中は、Worldメニュー内にバーチャルマーケットの特設タブが設置される為、直接各会場に来場することができる。

### Vket cloud
スマートフォンやPCのWEBブラウザ上で動くVRコンテンツ開発エンジン。クライアントのxR開発へのニーズが高まり続けていることに加え、ユーザーに簡単かつ幅広く提供可能なVRコンテンツの展開をサポートするため、HIKKYが独自で開発。ヘッドマウントディスプレイなどの機器は不要で、専用アプリなどのダウンロードを行うことなく、URLリンクをクリックするだけでアクセスが可能。マルチプレイにも対応しており、ボイスチャットやテキストチャットで同空間内にいる他のユーザーとのコミュニケーションも楽しめる。

### 本開催以外のVket
GameVket
バーチャル空間で行われる、インディーズゲームの展示イベント。多様なインディーズゲームが紹介される華やかな会場を巡りながら、出展者と参加者がリアルタイムで交流できる、バーチャル空間を活用した新しいカタチのゲームイベント。
出展料・入場料ともに無料で、VRの専門的な知識不要で出展することができる。初回は「GameVketZero」と題して、2021年4月29日〜5月5日の7日間開催された。
ComicVket
コロナ禍において様々なイベントが中止になる中、同人誌クリエイターの発表の場を絶やしてはいけないという強い思いから2020年3月に誕生した、世界中から述べ10万人以上が来場するバーチャル空間上での同人誌の即売会。「ComicVket1」は、2020年8月13日から16日の4日間開催。「ComicVket2」は、2021年11月6日から14日までの9日間開催された。
MusicVket
コロナ禍において様々なイベントが中止になったことで、インディーズ音楽クリエイターの発表の場を絶やしてはいけないという強い思いと、「是非、音楽をテーマにしたバーチャルイベントを開催してほしい」というユーザーの声を元に誕生した、バーチャル空間で行われる音楽の展示即売会。「MusicVket1」は、2020年8月13日〜16日の4日間開催され、127サークルが出展し、延べ来場者数8万を記録。「MusicVket2」は、2021年3月6日〜10日までの5日間開催。「MusicVket 3」は、2021年11月6日〜14日の9日間開催された。
VketMall
世界最大のVRイベント「バーチャルマーケット」から生まれた、常設型の総合ショッピングモール。通常の「バーチャルマーケット」とは異なり、一から自分でブースを作る必要はなく用意されたセレクトショップのなから出展場所を選び、ひとつのアイテムを出展できる仕組みを採用。出展へのハードルを大幅に下げることで、簡単に自分の作品を世界にアピールすることができるのが特徴。

## バーチャルマーケット運営企業

### 株式会社HIKKY
バーチャルマーケットの主催会社である。2018年5月1日設立。代表取締役は舟越靖。
バーチャルマーケットとの関連性は、バーチャルマーケット起案者の動く城のフィオがHIKKYの立ち上げメンバー（同氏は現同社役員）であったこともあり、初代VketにHIKKYの企業ブースを出展するという形で関わっている。Vket2以降は、運営スタッフとの契約面でのサポートや出展企業への営業などを担い、正式にバーチャルマーケットの主催会社となった。

## 歴史

### バーチャルマーケット開催まで
バーチャルマーケットの前身、2018年6月16日に横浜産業貿易ホールにて開催されたVtuberオンリーイベント「Youに夢中!」のVR会場をVRChat内に再現したことにある。当時、VtuberとVRは同一の文脈で語られることが多く、Vtuberのファン層とVRのファン層は多くが共通していた。VRChat内でのイベントを数多く開催していた動く城のフィオと水菜が同イベントのVR化を企画し、動く城のフィオはVR会場内から、水菜は横浜産業貿易ホール会場内から、両会場をVR機器とスクリーンを使って接続。同人誌即売会を現実とバーチャル空間の両方で同時開催する試みを成功させる。
その後、2018年7月初めに、動く城のフィオが「アバターの即売会をバーチャル空間上でやる」と発言し、それに賛同したVRユーザー、アバタークリエイターの後押しを受ける形で開催される。
2018年前半のVRChatには権利面で問題のあるアバターが多数存在しており、プレイヤーが無意識に権利侵害を行ってしまうというケースが多発していた。そのような問題を解決すべく、アバター向け用途の3Dモデルを作成し始めたクリエイターが現れ始めたのも同時期であった。初代Vketは、そのような「アバターを作る人と使う人を繋げる出会いの場でありたい」という想いの元に開催したとしている。

### バーチャルマーケット1
2018年8月26日に開催。出展者数は76サークル。出展企業は2社。

### バーチャルマーケット2
2019年3月8日から10日までの計3日間開催。テーマは「未来にログインしよう!」。出展者数は426サークル。出展企業は約20社。来場者数は約12万5000人。

### バーチャルマーケット3
2019年9月21日から25日までの計5日間開催。テーマは「ANOTHER REALITY」。出展者数は約600サークル。出展企業は約30社。来場者数は約70万人。

### バーチャルマーケット4
2020年4月29日から5月10日までの計12日間開催。テーマは「パラリアルワールド （並行現実世界）」。出展者数約1100サークル。出展企業約40社。

### バーチャルマーケット5
2020年12月18日から2021年1月10日までの計24日間開催。テーマは「WorldBeyond」。出展者数は約1200サークル。出展企業は約70社。

### バーチャルマーケット6
2021年8月14日から28日までの計15日間開催。テーマは「World Festi-VR」。出展者数はVket6が201サークル、VketMall Protoが256人。出展企業は約61社。

### バーチャルマーケット2021
2021年12月4日から19日までの計16日間開催。テーマは「メタバース・シティ」。出展者数は601サークル。出展企業は約80社。

### バーチャルマーケット2022 Summer
2022年8月13日から28日までの計16日間開催。テーマは「（0,0,0） 原点-Origin」。出展者数は540サークル。出展企業は約60社。

### バーチャルマーケット2022 Winter
2022年12月3日から18日までの計16日間開催。テーマは「Next Journey」。出展者数は540サークル。出展企業は約70社。

### バーチャルマーケット2023 Summer
2023年7月15日から30日までの計16日間開催。テーマは「CONNECT」。出展者数は700サークル。出展企業は約75社。

### バーチャルマーケット2023 Winter
2023年12月2日から17日までの計16日間開催。テーマは「CONNECT」。出展者数は700サークル。出展企業は約85社。

### バーチャルマーケット2024 Summer
2024年7月20日から8月4日までの計16日間開催。テーマは「Boundless!」。出展者数は1000サークル以上。出展企業は約85社。

### バーチャルマーケット2024 Winter
2024年12月7日から22日までの計16日間開催予定。テーマは「Boundless!」。

### バーチャルマーケット2025 Summer
2025年7月12日から27日までの計16日間開催予定。テーマは「鍵と扉」。

### 公式サイト・プレスリリース等の一次出典
1. ↑  “Vketイベント事業”. サービス.   HIKKY. 2023年2月8日閲覧。
2. 1 2 3 4 5 6 7 8 9 10 11 12  “バーチャルマーケットとは”. バーチャルマーケット公式サイト.   HIKKY. 2024年9月5日閲覧。
3. 1 2 3  『世界最大のVRイベント「バーチャルマーケット」がギネス世界記録™に認定!』（プレスリリース）HIKKY、2021年7月28日。2023年2月8日閲覧。
4. 1 2  『VR法人HIKKY、スマホやPCのブラウザ上で動くVRコンテンツ開発エンジン「Vket Cloud」を提供開始』（プレスリリース）HIKKY、2021年8月17日。2023年2月8日閲覧。
5. ↑  『来場者数100万人超え!ディズニーやFacebookも出展する世界最大のVRイベント「バーチャルマーケット」、次回開催を発表!』（プレスリリース）HIKKY、2021年1月28日。2023年2月9日閲覧。
6. ↑  『世界最大のVRイベント『バーチャルマーケット6』にJR東日本、NTTドコモなどの出展が決定!!エヴァンゲリオン、キン肉マン、PUI PUI モルカーなど人気IPも登場!』（プレスリリース）HIKKY、2021年8月6日。2023年2月9日閲覧。
7. ↑  『メタバース上で開催される世界最大のVRイベント『バーチャルマーケット2021』、過去最大数の約80社が出展決定!!JR東日本「バーチャル秋葉原駅」もパワーアップして登場!』（プレスリリース）HIKKY、2021年11月30日。2023年2月9日閲覧。
8. ↑  “来場方法”. バーチャルマーケット2021. 2021年12月9日閲覧。
9. 1 2  “GameVketとは”. GameVketZero. 2023年2月8日閲覧。
10. ↑  “トップ”. ComicVket2. 2023年2月8日閲覧。
11. ↑  『「バーチャル秋葉原」誕生!8月13日から16日開催のコミックに特化したバーチャルイベント「ComicVket1」で秋葉原をバーチャル空間に再現』（プレスリリース）HIKKY、2020年7月28日。2023年2月8日閲覧。
12. ↑  『バーチャル空間での同人誌即売会『ComicVket 2』2021年11月6日（土）〜11月14日（日）に開催決定!本日より一般出展及び法人出展企業の募集開始!』（プレスリリース）HIKKY、2021年7月14日。2023年2月8日閲覧。
13. ↑  “MusicVketとは”. MusicVket 1. 2023年2月8日閲覧。
14. ↑  『世界から延べ約8万人が来場した「MusicVket」、第2回の一般・法人出展受付を開始!コロナに負けない “おうちで参加できる大規模音楽イベント”』（プレスリリース）HIKKY、2020年10月21日。2023年2月8日閲覧。
15. ↑  『バーチャル空間で開催する音楽即売会『MusicVket 3』会場や出展企業・アーティストなど最新情報を公開!』（プレスリリース）HIKKY、2021年10月28日。2023年2月8日閲覧。
16. ↑  “VketMallについて”. VketMall Proto. 2023年2月8日閲覧。
17. ↑  “会社情報”.   HIKKY. 2021年12月10日閲覧。
18. ↑  動く城のフィオ (2019年3月16日). “バーチャルマーケットとはなんだったのか”. note. 2021年12月10日閲覧。
19. 1 2  “バーチャルマーケットとは”. バーチャルマーケット公式サイト.   HIKKY. 2023年6月22日時点のオリジナルよりアーカイブ。2024年9月5日閲覧。
20. ↑  『世界最大のVRイベント『バーチャルマーケット2022 Summer』開催レポート』（プレスリリース）HIKKY、2022年9月14日。2023年2月9日閲覧。
21. ↑  『世界最大のメタバースイベント『バーチャルマーケット2022 Winter』開催レポート』（プレスリリース）HIKKY、2023年2月6日。2023年2月9日閲覧。
22. 『120万人以上が来場、過去最多85以上の出展/協力企業・IP数を記録!『バーチャルマーケット2023 Winter』開催レポート』（プレスリリース）HIKKY、2024年1月16日。2024年9月5日閲覧。
23. ↑  『120万人以上が来場、過去最多85以上の出展/協力企業・IP数を記録!『バーチャルマーケット2023 Winter』開催レポート』（プレスリリース）HIKKY、2024年1月16日。2024年9月5日閲覧。
24. 『120万人以上が来場、過去最多85以上の出展/協力企業・IP数を記録!『バーチャルマーケット2023 Winter』開催レポート』（プレスリリース）HIKKY、2024年1月16日。2024年9月5日閲覧。
25. ↑  『世界最大級のメタバースイベント『バーチャルマーケット2024 Summer』7月20日（土）〜8月4日（日）に開催決定!初となる地方会場を含めてリアルイベントも実施!!』（プレスリリース）HIKKY、2024年2月1日。2024年9月5日閲覧。
26. ↑  『過去最多130万人以上が来場!Xトレンド1位獲得!!4つ目のギネス世界記録™達成!!!『バーチャルマーケット2024 Summer』開催レポート』（プレスリリース）HIKKY、2024年8月30日。2024年9月5日閲覧。
27. ↑  『120万人が熱狂する世界最大級のメタバースイベント『バーチャルマーケット2024 Winter』12月7日（土）から開催決定!次元を超えたワクワクを届ける出展企業・団体を大募集!』（プレスリリース）HIKKY、2024年7月28日。2024年9月5日閲覧。
28. ↑  『世界最大級のメタバースイベント通算14回目『バーチャルマーケット2025 Summer』が7月12日(土)〜27日(日)に開催！リアルイベント『VketReal 2025 Summer』も実施決定！』（プレスリリース）株式会社HIKKY、2025年2月5日。2025年7月12日閲覧。

### その他出典
1. ↑  “Most booths at a virtual reality market event” (英語). ギネス世界記録. 2023年2月9日閲覧。
2. 1 2  「株式会社HIKKY、VR空間の展示即売会「バーチャルマーケット3」#Vket3 を9月21日より開催」『VRonWEBMEDIA』株式会社81plus、2019年9月20日。2023年2月9日閲覧。
3. ↑  けいろー「40社以上の企業が出展! バーチャルマーケット4 注目ブースピックアップ」『MoguLive』株式会社Mogura、2020年5月6日。2023年2月9日閲覧。
4. ↑  「バーチャル同人音楽即売会「MusicVket1」世界から延べ約8万人超が来場」『Musicman』2020年8月24日。2023年2月8日閲覧。
5. ↑  ノンジャンル人生「大きな話題となった「バーチャルマーケット」ワールドが一般公開」『MoguLive』2018年10月10日。2021年12月13日閲覧。
6. 1 2  舟越靖; 新津佑介; 動く城のフィオ; 水菜（インタビュー）「VRChatを用いてVR空間で開催される展示即売会「バーチャルマーケット」の魅力に迫る」『CGWORLD』、2019年3月7日。2023年2月8日閲覧。